# Polypedilum bifalcatum
Polypedilum bifalcatum är en tvåvingeart som beskrevs av Jean-Jacques Kieffer 1921. Polypedilum bifalcatum ingår i släktet Polypedilum och familjen fjädermyggor. Inga underarter finns listade i Catalogue of Life.